# (Marie's the Name) His Latest Flame
(Marie's the Name) His Latest Flame Literalmente "(Marie es el nombre) Su última pasión" es una exitosa canción interpretada y grabada por Elvis Presley en 1961. Fue compuesta por la dupla Doc Pomus y Mort Shuman.  Del Shannon realizó una versión del tema para el álbum Runaway with Del Shannon en el mismo mes en que Elvis grababa su propia interpretación de la canción. 

## Versión de Elvis Presley
La grabación más exitosa y conocida del tema es de Elvis Presley quien la registró el 26 de junio de 1961 en el mítico estudio B de RCA en Nashville, Tennessee, lanzándose al mercado como sencillo, el 8 de agosto de 1961. Junto con Little Sister en la cara B también compuesta por Doc Pomus y Mort Shuman. Se utilizó la toma # 8 para la confección del máster del sencillo. 
En septiembre de ese mismo año His Latest Flame alcanzó el puesto # 4 del Billboard Hot 100, el puesto # 2 del Easy Listening chart  y el  # 1 del UK Singles Charts.  El sencillo fue premiado con un disco de oro por la RIAA.
La canción asimismo formó parte de varios compilados entre los cuales destacan Elvis 30también conocido como "Elv1s" , Elvis' Golden Records Volume 3 The Complete Elvis Presley Masters y Elvis Presley the 50 Greatest Hits  entre otros. 

## Músicos de la sesión de grabación
- Elvis Presley - voz
- Scotty Moore - guitarra acústica
- Hank Garland - guitarra acústica
- Bob Moore - bajo
- Boots Randolph - claves
- D. J. Fontana - batería
- Murrey Buddy Hamman - batería
- Gordon Stoker - piano
- The Jordanaires - coros  [3] [4]

## Posicionamiento en listas
| Lista                | Año  | Posición alcanzada |
| -------------------- | ---- | ------------------ |
| US Billboard Hot 100 | 1961 | 4                  |
| US Easy Listening    | 1961 | 2                  |
| UK Singles Chart     | 1961 | 1                  |